# Sean Gullette
Sean Leland Sebastian Gullette (Boston, 4 de junho de 1968) é um escritor, cineasta, ator e produtor americano. Gullette nasceu em Boston, Massachusetts, filho da crítica e escritora Margaret Leslie (nascida Morganroth) e David George Gullette, professor de inglês.
Seu trabalho profissional no cinema começou em 1998, quando ele co-escreveu e desempenhou o papel principal no filme Pi, dirigido por Darren Aronofsky.